# عقدة المنقذ
في علم النفس، عقدة المنقذ أو عقدة المخلص وتعرف أيضاً بمتلازمة المنقذ/المخلص أو متلازمة الفارس الأبيض هي موقف وسلوك يعتقد فيه الشخص أنه مسؤول عن مساعدة الآخرين. غالبًا ما يعاني الشخص المصاب بعقدة المنقذ من نوبات تعاطف ويلتزم بقرارات متهورة مثل التطوع أو التبرع أو الدعوة لقضية ما.عادةً ما يحاول الشخص المصاب بهذه العقدة تقديم المساعدة أو الاستمرار في تقديمها حتى لو لم يكن مفيدًا أو ضارًا بالموقف أو الآخرين أو نفسه.
على الرغم من مصطلح "عقدة المنقذ" قد يكون له دلالة إيجابية، ولكن من الواضح أن هذا النمط السلوكي يكون عادة غير صحي. كما أن المشكلة هي أن محاولة "إنقاذ" شخص ما لا تسمح للفرد الآخر بتحمل المسؤولية عن أفعاله وتطوير الدافع الداخلي.قد ترتبط هذه العقدة باضطرابات أخرى، مثل الفصام والاضطراب ثنائي القطب واضطراب الوهام، وتستخدم عادةً بالتبادل مع المصطلح المماثل "عقدة المسيح"أو عقدة سوبرمان.

## الأسباب
لا يوجد سبب واحد لعقدة المنقذ، ولكن هناك عدة عوامل يمكن أن تؤدي إليها. يمكن أن يكون التعامل مع الصدمة أو الحزن وخاصة عندما يعاني الشخص من الشعور بالذنب لعدم تمكنه من مساعدة شخص مهم في حياته، لذلك يحاول التعويض عن ذلك من خلال محاولة مساعدة الآخرين. يمكن أن يكون هذا مؤثرًا في أي عمر، ولكن بشكل خاص في مرحلة الطفولة.
بالإضافة إلى ذلك قد يؤدي "الخضوع لرقابة الوالدين أو إجبارهم على تحمل مسؤوليات الكبار أو الوالدين أثناء الطفولة" عامل مهم آخر. "مثال على الخضوع لرقابة الوالدين هو نشأة الطفل مع مسؤولية رعاية أحد الوالدين المدمنين على الكحول". يمكن أن يؤدي انخفاض احترام الذات أيضًا إلى الإصابة بعقدة المنقذ.
يفترض الأشخاص المقربون من الشخص المصاب بعقدة المنقذ أن هذا الشخص سوف يعتني بهم، دون أي اعتبار لاحتياجاتهم. يمكن أن يؤدي ذلك إلى علاقة سامة من جانب واحد.
عادةً ما يكون الذين يعانون من متلازمة المنقذ قساة للغاية على أنفسهم ويفحصون أنفسهم باستمرار مما يجعل من الصعب عليهم الاحتفال بانتصاراتهم. هذا الفحص الذاتي القاسي يقودهم إلى أن يصبحوا خيول عمل لأن العمل الذي ينتجونه لا يشعر أبدًا بأنه جيد بما فيه الكفاية. 